# 투시 롤

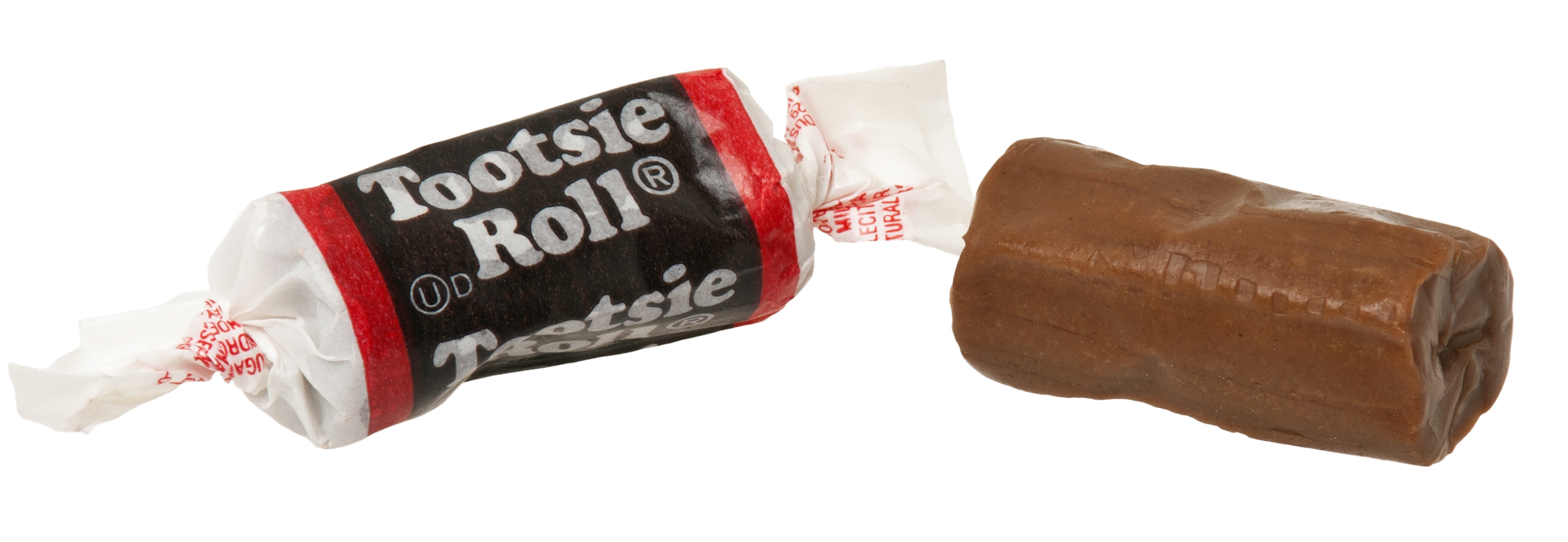
투시 롤

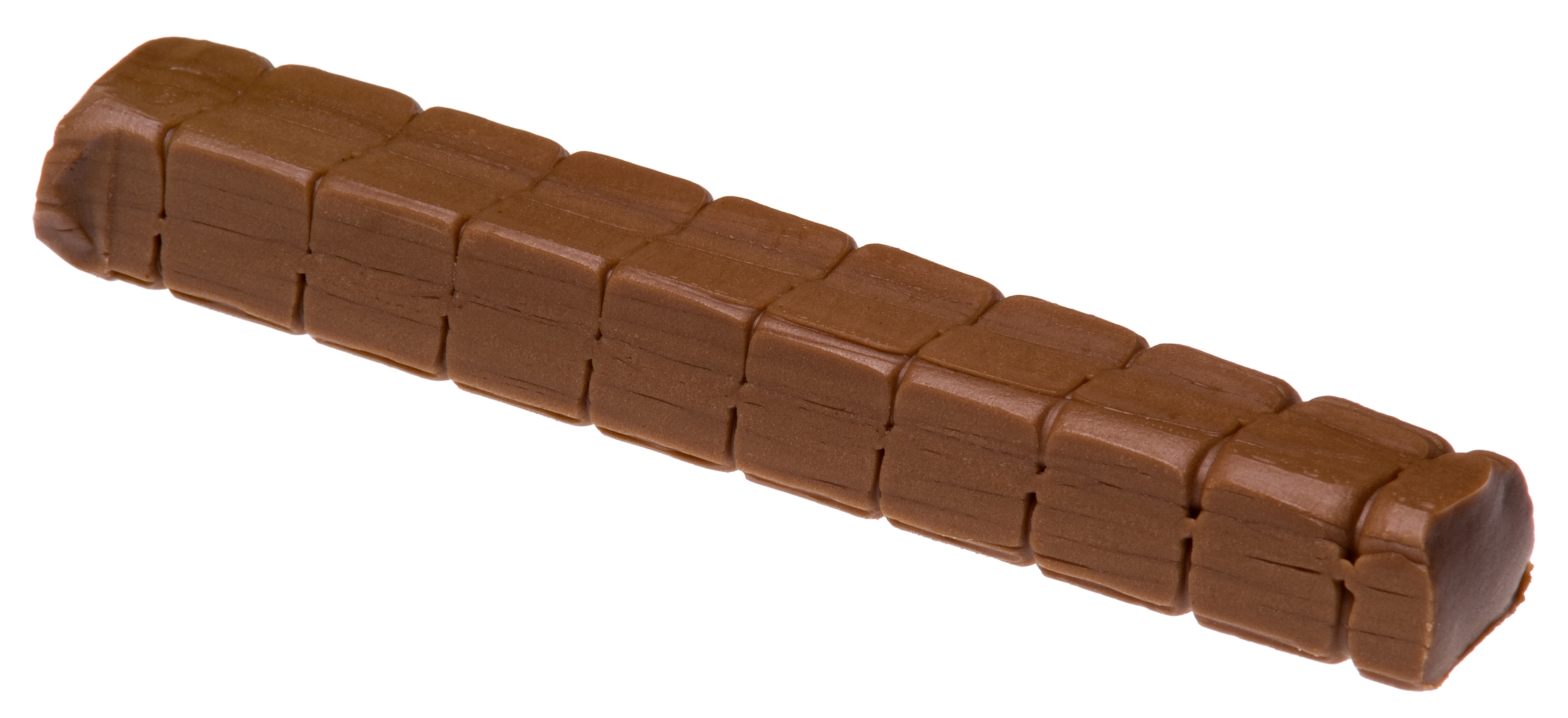
한 줄짜리 투시 롤

투시 롤 (Tootsie Roll)은 미국에서 유통되는 초콜릿 느낌의 사탕이다. 1907년에 처음 출시되었으며 캐러맬이나 태피와 유사한 느낌이지만 딱 이렇다고 빗댈 만한 사탕은 아니며 녹지 않는 것도 특징이다. 투시 롤은 미국 시카고의 투시 롤 인더스트리에서 제조한다. 또 미국에서 사상 처음으로 사탕 하나만 개별 포장해 싼값에 판매한, 일명 '페니 캔디'에 속하는 제품이기도 하다.
미국에서 파는 투시 롤에 들어가는 재료로는 설탕, 옥수수시럽, 팜유, 탈지 연유, 카카오, 유청, 레시틴, 합성착향료 등이다. 2009년에는 미국 유대인연합에서 코셔 인증을 받았다.
기본맛인 코코아맛 투시롤 외에도 여러 가지 종류의 맛이 판매되고 있는데 이들을 투시 프룻 츄 (Tootsie Fruit Chews)라 부른다. 체리맛, 오렌지맛, 바닐라맛, 레몬맛, 라임맛 등이 있으며, 각각 붉은색, 주황색, 파란색, 초록색 포장지에 감싼다. 투시 프루티는 이보다 더 많은 종류가 있으며 딸기, 라즈베리, 포도, 청사과, 바나나베리, 스무스체리, 핑크레모네이드, 루트비어, 크랜블루베리, 수박 등이 있다.